# Антиатом
Антиа́том — атом антивещества (стабильный или радиоактивный), ядро которого состоит из антинуклонов, к которым относятся антипротоны и антинейтроны. Вокруг ядра такого атома обращаются позитроны, формирующие позитронное облако.
Простейшим антиатомом является антиводород, состоящий из одного антипротона и одного позитрона. Это единственный вид антиатомов, который удалось получить в экспериментах.
Предполагается, что химические свойства антиатомов должны быть идентичны химическим свойствам атомов обычного вещества. Однако экспериментальная проверка этого факта затруднена сложностью создания и сохранения антивещества, которое мгновенно аннигилирует при контакте с обычным веществом.
Из антиатомов должен состоять гипотетический антимир.